# Acheux-en-Amiénois
Acheux-en-Amiénois település Franciaországban, Somme megyében. Lakosainak száma 584 fő (2022. január 1.). Acheux-en-Amiénois Bus-lès-Artois, Contay, Forceville, Léalvillers, Louvencourt és Varennes községekkel határos.

## Népesség
A település népességének változása:
| Lakosok száma | 498  | 425  | 424  | 533  | 623  | 618  | 593  | 581  | 573  | 584  |
|               | 1968 | 1982 | 1990 | 2006 | 2013 | 2015 | 2017 | 2019 | 2020 | 2022 |